# Xenylla convexopyga
Xenylla convexopyga är en urinsektsart som beskrevs av Lee, Park och Park 2005. Xenylla convexopyga ingår i släktet Xenylla och familjen Hypogastruridae. Inga underarter finns listade i Catalogue of Life.